# N'Gai N'Gai
N'Gai N'Gai és un grup de pop-rock de la dècada de 1980, considerats un dels pioners del rock català, caracteritzats per l'ús ocasional de tocs de funk i sintetitzadors. La banda maresmenca, juntament amb Detectors, Duble Buble, Grec, La Madam i molts altres, varen fer diverses gires per tot Catalunya. Algunes de les seves cançons més destacades són "Sunglasses", "Pol petit", "No hi ha futur", "Estranya Història", "Tu ho fas per mi", i "On vas...?".
Fou creat per Jordi Bastard i Paco Garcia l'any 1983 a Sant Pol de Mar, i va ser molt actiu a mitjans dels anys vuitanta. Primer varen editar el maxi-single "Sunglasses" (1986), i seguidament va sortir a la venda el seu primer LP, Blau de roig (1987). El 1988 va sortir el segon àlbum, Fotomaton, del qual es va gravar un videoclip de la cançó que dona títol al disc, on sortia la famosa actriu Mònica Pont. L'altra cançó que es va presentar en programes de televisió com a senzill va ser "On vas...?".
El 1992 varen editar un nou CD, Barres i birres, el qual obtingué molt bona acollida. En destaquen aquestes cançons: "Pol petit", "Quan dic el teu nom" (amb un canvi de lletra, és l'himne oficial del club de futbol ATC Sant Pol), "Llum de Lluna" i "Sols m'acompanya la ràdio".
L'any 2012 van tornar als escenaris a partir d'un nou àlbum, Revenant, que inclou tant cançons noves com versions actualitzades d'algunes de les seves clàssiques.
Des del darrer CD, dels membres originals només en queden els fundadors: Jordi Bastard i Paco Garcia. Actualment els acompanyen Pol Maresma (baix), Xavier Espàrrech (bateria) i Manel Rubira (guitarra).
El 2019 van treure l'àlbum autoeditat n'Roll: quinze cançons noves, majoritàriament d'estil rocker. Del tema "Serps de cascavell", en varen enregistrar un videoclip. Altres cançons destacades en són "Com m'agrada a mi", "Cicatrius", "Tresor de Praga", "El candidat", "Perd el control" i "Noia del nord".
Els membres històrics, fins al 1992, foren Jordi Bastard (veu), Paco García (guitarres elèctrica i acústica), Jordi Carbó (saxo tenor i cors), Joan Linares (bateria), Peter Dijksterhuis (teclat i cors) i Neil Geoffrey (guitarres acústica i elèctrica, i cors).

## Discografia
- Sunglasses (maxi-single; 1986); àlbums:
- Blau de roig (1987)
- Fotomaton (1988)
- Barres i birres (1992)
- Revenant (2012)
- n'Roll (2019)[5]